# لانه‌کن سرسرخ
لانه‌کن سرسرخ (نام علمی: Harpactes erythrocephalus) نام یک گونه از سرده لانه‌کن‌های گیرنده است.